# Pieter Anna Hoyer
Pieter Anna Hoyer (Blabak (Nederlands-Indië), 30 januari 1916 - Rijswijk, 16 maart 2001) was een Nederlands militair.
Hoyer was 2de luitenant-vlieger-waarnemer der Militaire Luchtvaart van het Koninklijk Nederlandsch-Indisch Leger (ML-KNIL) tijdens het begin van de Tweede Wereldoorlog. Na de oorlog bleef hij in dienst tot de rang van kolonel. Voor zijn diensten tijdens de oorlog werd Hoyer beloond met het Bronzen Kruis.

## Onderscheidingen

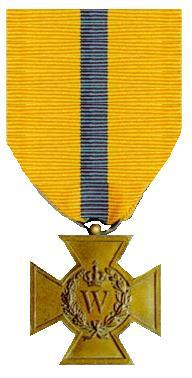
Bronzen Kruis Koninklijk Besluit No. 1z van 24 februari 1942